# 옥포대첩기념공원

옥포대첩기념공원에 세워진 기념비. 해전이 벌어졌던 옥포만을 내려다보고 있다

옥포대첩기념공원은 경상남도 거제시 팔랑포2길 87에 위치한 기념공원이다. 임진왜란 중인 1592년 5월 7일 전라좌수사 이순신 장군과 경상우수사 원균 장군이 공동으로 작전을 진행하여 현 한화오션이 위치한 옥포만에서 왜선 30여 척 중 26척을 격침시켰다. 이것이 옥포해전이며, 옥포해전은 임진왜란의 첫 승첩이며, 이후의 전황을 유리하게 전개시키는 계기가 되었다. 이 옥포해전을 기념하여 거제 시에 조성한 공원이 옥포대첩 기념공원이다.

## 개요
임진왜란 발발 이후 충무공 이순신 장군이 첫 승전한 옥포해전을 기념하고 충무공 정신을 후세에 길이 계승하기 위해 유서 깊은 옥포만이 내려다 보이는 옥포동 산1번지 일대에 33,037평 규모로 조성한 기념공원이다. 1991년 12월에 기공식을 가지고 높이 30m의 기념탑과 참배단, 옥포루, 팔각정, 전시관 등을 건립해 1996년 6월에 준공하였다.
옥포루에 오르면 정면으로 보이는 옥포만의 푸른 바다를 볼 수 있다.

## 행사
공원에서는 매년 6월 중순에 3일간 옥포대첩기념제전 행사가 성대하게 개최되는데, 기념식을 비롯하여 제례행상, 문화예술, 민속, 이벤트 행사 등이 다양하게 진행된다.

## 같이 보기
- 옥포 해전